# Saab (automobil)
Svenska Airplane Aktiebolaget, skraćeno Saab, je švedski proizvođač automobila nastao 1937. kao tvornica zrakoplova. S proizvodnjom automobila započeli su 1944. u Trollhättanu. Prvi probni auto 92.001, kasnije nazvan "Ur-Saaben", završen je 1946. Odluka o masovnoj proizvodnji donesena je 1947.
Godine 1990. dio koncerna koji je proizvodio automobile (Saab Car) je restrukturiran i postao je samostalna jedinica, Saab automobile AB. Dotadašnji vlasnik Investor AB i General Motors imali su po 50 posto udjela u novoj kompaniji, a 2000. General Motors je preuzima u potpunosti i najavljuje premještanje dijela proizvodnje iz Švedske u druge GM-ove tvornice. 
Saabovi automobili poznati su po sigurnosti i inovacijama. Nosioci su brojnih nagrada i priznanja za modele 900, 9000 te novije 9-3 i 9-5, a slove za jedne od najsigurnijih ako ne i najsigurnije automobile na svijetu. Imaju 7032 (2003.) zaposlenika i prisutni su na automobilskom tržištu preko 60 država.
Saab 2012. proglašava bankrot i prestaje s proizvodnjom automobila sa Saab-ovom značkom. Vlasnik Saaba, Spyker, uspijeva spasiti neke projekte koji su bili namijenjeni budućima Saab-ovima, i bit će napravljeni sa Spykerovom značkom. Dana 13. lipnja 2012. godine objavljeno je nakon dugotrajnih i selektivnih pregovora da je novi vlasnik, koji će preuzeti Saab tvornicu vozila, National Electric Vehicle Sweden AB (NEVS), kompanija nedavno osnovana u Švedskoj kao dio međunarodnog holdinga pod vodstvom Japansko - hongkonškog investicijskog konzorcija, osnovanog sa svrhom kupovine Saab imovine, te početka proizvodnje premium električnih vozila pod imenom Saab u Trollhattanu, Švedska. 2013. kreće prekinuta proizvodnja modela 9-3, u kolovozu kao pretprodukcijska, a u prosincu i tržišna proizvodnja. 

## Modeli 2008.
| 9-5    | Limuzina               | Karavan |           |
| 9-3    | Limuzina               | Karavan | Kabriolet |
| 9-7X * | Sports Utility Vehicle |         |           |

 * samo za američko tržište 

## Modeli 2009.
| 9-1X |          |         | Kabriolet | Hatchback |                        |
| 9-3  | Limuzina | Karavan | Kabriolet |           |                        |
| 9-4X |          |         |           |           | Sports Utility Vehicle |
| 9-5  | Limuzina | Karavan |           |           |                        |

## Ostali modeli
- Saab 90

## Vanjske poveznice
|  | Zajednički poslužitelj ima još gradiva o temi Saab |

- Saab Hrvatska  Arhivirana inačica izvorne stranice od 3. ožujka 2008. (Wayback Machine)